# Référendums en Slovaquie
Les référendums d'initiative parlementaire ou populaire sont possibles en Slovaquie, dont la constitution organise le cadre légal de cette forme de démocratie directe.

## Référendums d'origine populaire
Les articles 95 à 100 de la constitution de 1993 permettent à la population slovaque de mettre en œuvre des référendums dans les domaines relevant des compétences du parlement, le Conseil national de la République.
Les signatures d'au moins 350 000 électeurs inscrits sur les listes électorales doivent pour cela être réunies. En 2016, un total de 4 426 760 électeurs étaient inscrits sur les listes, ce qui équivaut à un seuil d'un peu moins de 8 % des électeurs. En pratique, le nombre de signatures à collecter est cependant plus élevé pour pallier le nombre variable de signatures invalides ou en double.

### Restrictions et contrôle constitutionnel
Les référendums d'origine populaire ne sont pas autorisés dans les domaines relevant des libertés et droits fondamentaux, des impôts ainsi que du budget de l'état. Ils peuvent faire l'objet d'un contrôle de constitutionnalité par la Cour constitutionnelle si le président en fait la demande. En cas de résultat valide et favorable, la loi ne peut être modifiée par le parlement ou faire l'objet d'un nouveau référendum qu'une fois passé un délai de trois ans.

### Conditions de validité
Le référendum est légalement contraignant. Il n'est cependant considéré comme valide qu'a la condition de recueillir la majorité absolue des suffrages exprimés en faveur de la proposition ainsi que de franchir le quorum de participation de 50 % des inscrits.